# Рощин-Інсаров Микола Петрович
Микола Петрович Ро́щин-Інса́ров (справжнє прізіище — Пашенний; 1861, Ардатовський повіт — 20 січня 1899, Київ) — російський актор. Батько акторок Віри Пашенної і Катерини Рощиної-Інсарової.

## Біографія
Народився в 1861 році в Ардатовському повіті Симбірської губернії Російської імперії в сім'ї поміщика. Дитинство провів у Парижі. У 18 років вступив корнетом у Сумський 1-й гусарський полк, через два роки вийшов у запас. Будучи офіцером, брав участь в аматорських виставах.
На професійній сцені дебютував в 1883 році в Астрахані в антрепризі Петра Медведєва. Працював в різних театрах, в тому числі у 1884—1889 роках в Театрі Корша, у 1889—1890 роках — у Театрі Абрамової в Москві, у 1895—1899 роках в театрі Соловцова в Києві.
Застрелений в Києві 8 [20] січня 1899 року художником Маловим через ревнощі до своєї дружини — актриси театру Соловцова Анни Пасхалової. Похований в Києві на Байковому кладовищі (ділянка № 1; 50°25′03″ пн. ш. 30°30′36″ сх. д. / 50.417603° пн. ш. 30.510115° сх. д.). На могилі встановлений пам'ятник у вигляді мармурової стели із траурною урною. На обеліску — портрет на кераміці.

## Творчість
Серед ролей:
- Чацький («Лихо з розуму» Олександра Грибоєдова);
- Васильков, Глумов, Агішин («Скажені гроші», «На всякого мудреця досить простоти», «Одруження Белугіна» Олександра Островського);
- Микита («Влада темряви» Льва Толстого);
- Кречинський («Весілля Кречинського» Олександра Сухово-Кобиліна);
- Борис Годунов («Смерть Іоанна Грозного», «Цар Борис» Олексія Толстого);
- Тригорін, Іванов («Чайка», «Іванов» Антона Чехова).